# Man Down (film)
Man Down è un film del 2015 diretto da Dito Montiel, con protagonisti Shia LaBeouf, Jai Courtney e Kate Mara.

## Trama
In un'America post-apocalittica, l'ex Marine Gabriel Drummer si mette alla ricerca della moglie Natalie e del figlio Jonathan, accompagnato dal suo miglior amico Devin. Ma Gabriel deve fare i conti con il suo passato, quando durante una missione fu protagonista di un incidente.

## Produzione
Le riprese si sono svolte tra Santa Clarita e New Orleans dal 30 ottobre al 5 dicembre 2014.

## Distribuzione
Il film è stato presentato in concorso, nella sezione Orizzonti, alla 72ª Mostra internazionale d'arte cinematografica di Venezia il 6 settembre 2015. Il 12 settembre è stato presentato al Toronto International Film Festival.

## Accoglienza
Pensato per il mercato video on demand, il film è stato proiettato in una sola sala cinematografica britannica, e nel primo fine settimana di programmazione la pellicola ha incassato solo 7 sterline, il prezzo di un singolo biglietto.

## Riconoscimenti
- 2015 - Mostra internazionale d'arte cinematografica di Venezia
  - In concorso (Orizzonti)